# J.R.R. Tolkiens bibliografi
J.R.R. Tolkien, född 3 januari 1892 i Bloemfontein, Oranjefristaten, död 2 september 1973 i Bournemouth, Storbritannien, var en engelsk författare, poet, akademiker och filolog, mest känd för sina böcker Bilbo – En hobbits äventyr och Sagan om ringen.
Nedan följer en lista över publicerade verk av Tolkien, ordnad efter ämne och datum för första publicering. Svensk titel, där sådan finns, återges inom parentes.

## Skönlitteratur
1937
- The Hobbit, or There and Back Again (Bilbo – En hobbits äventyr). London: George Allen & Unwin, 21 september 1937.

1945
- "Leaf by Niggle" ("Blad av Niggle"). Novell. I Dublin Review, London, 432 (januari 1945), ss. 46-61.

1949
- Farmer Giles of Ham (Gillis Bonde från Ham). London: George Allen & Unwin, oktober 1949.

1954–1955
- The Lord of the Rings (Sagan om ringen):
  1. The Fellowship of the Ring (Sagan om ringen). London: George Allen & Unwin, 29 juli 1954.
  2. The Two Towers (Sagan om de två tornen). London: George Allen & Unwin, 11 november 1954.
  3. The Return of the King (Sagan om konungens återkomst). London: George Allen & Unwin, 20 oktober 1955.

1964
- Tree and Leaf (Träd och blad). Samlingsvolym med "On Fairy-Stories" och "Leaf by Niggle". London: Unwin Books, 28 maj 1964.

1966
- The Tolkien Reader. Samlingsvolym med "The Homecoming of Beorhtnoth, Beorhthelm's Son", Tree and Leaf, Farmer Giles of Ham och The Adventures of Tom Bombadil. New York: Ballantine Books, september 1966.

1967
- Smith of Wootton Major (Sagan om smeden och stjärnan). London: George Allen & Unwin, 9 november 1967.

1969
- Smith of Wootton Major and Farmer Giles of Ham. Samlingsvolym. New York: Ballantine Books, mars 1969.

1975
- Farmer Giles of Ham, The Adventures of Tom Bombadil. Samlingsvolym. London: Unwin Books, 30 oktober 1975.
- Tree and Leaf, Smith of Wootton Major, "The Homecoming of Beorhtnoth, Beorhthelm's Son". Samlingsvolym. London: Unwin Books, 30 oktober 1975.

1977
- The Silmarillion (Silmarillion). Red. Christopher Tolkien. London: George Allen & Unwin, 15 september 1977.

1980
- Poems and Stories. Samlingsvolym med The Adventures of Tom Bombadil, "The Homecoming of Beorhtnoth, Beorhthelm's Son", Tree and Leaf, Farmer Giles of Ham och Smith of Wootton Major. London: George Allen & Unwin, 29 maj 1980.
- Unfinished Tales of Númenor and of Middle-earth (Sagor från Midgård). Red. Christopher Tolkien. London: George Allen & Unwin, 2 oktober 1980.

1982
- Mr. Bliss (Herr Salig). London: George Allen & Unwin, 20 september 1982.

1983
- Smith of Wootton Major and Leaf by Niggle. Samlingsvolym. London: Unwin Paperbacks, 13 juni 1983.

1983–1996
- The History of Middle-earth:
  1. The Book of Lost Tales. Part I (De förlorade sagornas bok 1). Red. Christopher Tolkien. London: George Allen & Unwin, 27 oktober 1983.
  2. The Book of Lost Tales. Part II (De förlorade sagornas bok 2). Red. Christopher Tolkien. London: George Allen & Unwin, 16 augusti 1984.
  3. The Lays of Beleriand. Red. Christopher Tolkien. London: George Allen & Unwin, 22 augusti 1985.
  4. The Shaping of Middle-earth. Red. Christopher Tolkien. London: George Allen & Unwin, 22 augusti 1986.
  5. The Lost Road and Other Writings. Red. Christopher Tolkien. London: Unwin Hyman,  27 augusti 1987.
  6. The Return of the Shadow. Red. Christopher Tolkien. London: Unwin Hyman, 25 augusti 1988.
  7. The Treason of Isengard. Red. Christopher Tolkien. London: Unwin Hyman, 7 september 1989.
  8. The War of the Ring. Red. Christopher Tolkien. London: Unwin Hyman, september 1990.
  9. Sauron Defeated. Red. Christopher Tolkien. London: HarperCollinsPublishers, 6 januari 1992.
  10. Morgoth's Ring. Red. Christopher Tolkien. London: HarperCollinsPublishers, 23 september 1993.
  11. The War of the Jewels. Red. Christopher Tolkien. London: HarperCollinsPublishers, september 1994.
  12. The Peoples of Middle-earth. Red. Christopher Tolkien. London: HarperCollinsPublishers, september 1996.

1988
- The Annotated Hobbit. Introduktion och noter av Douglas A. Anderson. Boston: Houghton Mifflin Company, 28 oktober 1988.

1995
- Letters from Father Christmas. London: CollinsChildren'sBooks, 1995.

1997
- Tales from The Perilous Realm (Sagor från en farofylld värld). Samlingsvolym med Farmer Giles of Ham, The Adventures of Tom Bombadil, "Leaf by Niggle" och Smith of Wootton Major. London: HarperCollinsPublishers, 1997.

1988
- Roverandom. Red. Christina Scull och Wayne G. Hammond. London: HarperCollinsPublishers, 5 januari 1998.

2001
- Tree and Leaf: Including the poem Mythopeia; The Homecoming of Beorhtnoth, Beorhthelm's Son. Samlingsvolym. London: HarperCollinsPublishers, 2001.

2002
- A Tolkien Miscellany. Samlingsvolym med Smith of Wootton Major, Farmer Giles of Ham, Tree and Leaf, The Adventures of Tom Bombadil och Sir Gawain and the Green Knight, Pearl, Sir Orfeo. Garden City, N.Y.: Science Fiction Book Club, juli 2002.

2007
- The Children of Húrin (Húrins barn). HarperCollinsPublishers, London 2007.[1]
- The History of The Hobbit:
  1. Mr. Baggins. Red John D. Rateliff. HarperCollinsPublishers, London 2007.[2]
  2. Return to Bag-End Red John D. Rateliff. HarperCollinsPublishers, London 2007.[3]

## Poesi
1911
- "The Battle of the Eastern Fields". Dikt. I King Edward's School Chronicle, Birmingham, vol. 26, nr. 186 (mars 1911), ss. 22-26.

1913
- "From the many-willow'd margin of the immemorial Thames". Dikt, signerad "J". I The Stapeldon Magazine, Oxford, vol. 4, nr. 20 (december 1913), s. 11.

1915
- "Goblin Feet". Dikt. I Oxford Poetry 1915. Red. G.D.H. Cole och T.W. Earp. Oxford: Blackwell, ss. 64-65

1920
- "The Happy Mariners". Dikt, signerad "J.R.R.T.". I The Stapeldon Magazine, Oxford, vol. 5, nr. 26 (juni 1920), ss. 69-70.

1922
- "The Clerke's Compleinte". Dikt på medelengelska, signerad "N.N.". I The Gryphon, Leeds, vol. 4, nr. 3 (december 1922), s. 95.

1923
- "Iúmonna Gold Galdre Bewunden". Dikt. I The Gryphon, Leeds, vol. 4, nr. 4 (januari 1923), s. 130.
- "The City of the Gods". Dikt. I Microcosm, Leeds, vol. 8, nr. 1 (våren 1923), s. 8.
- "Why the Man in the Moon Came Down Too Soon". Dikt. I A Northern Venture: Verses by Members of the University of Leeds University English School Association. Leeds: At the Swan Press, juni 1923, ss.17-19.
- "Enigmata Saxonica Nuper Inventa Duo". Två gåtor på medelengelska. I A Northern Venture: Verses by Members of the University of Leeds University English School Association. Leeds: At the Swan Press, juni 1923, s. 20
- "Henry Bradley: 3 Dec., 1845-23 May, 1923". Dödsruna, signerad "J.R.R.T.", som slutar med en dikt på gammalengelska. I Bulletin of the Modern Humanities Research Association, London, nr. 20 (oktober 1923), ss. 4-5.
- "The Cat and the Fiddle: A Nursery Rhyme Undone and its Scandalous Secret Unlocked". Dikt. I Yorkshire Poetry, Leeds, vol. 2, nr. 19 (oktober-november 1923), ss. 1-3.

1924
- "An Evening in Tavrobel". Dikt. I Leeds University Verse 1914-1924. Leeds: At the Swan Press, 1924, ss. 56.
- "The Lonely Isle". Dikt. I Leeds University Verse 1914-1924. Leeds: At the Swan Press, 1924 ss. 57.
- "The Princess Ni". Dikt. I Leeds University Verse 1914-1924. Leeds: At the Swan Press, 1924, ss. 58.

1925
- "Light as Leaf on Lindentree". Dikt. I The Gryphon, N.S., vol. 6, nr. 6 (juni 1925), s. 217.

1927
- "Adventures in Unnatural History and Medieval Metres: being The Freaks of Fisiologus". (i): "Fastitocalon". Dikt, signerad "Fisiologus". I Stapeldon Magazine, Oxford, vol. 7, nr. 40 (juni 1927), ss. 123-125.
- "Adventures in Unnatural History and Medieval Metres: being The Freaks of Fisiologus". (ii): "Iumbo, or, Ye Kind of Ye Oliphaunt". Dikt, signerad "Fisiologus". I Stapeldon Magazine, Oxford, vol. 7, nr. 40 (juni 1927), ss. 125-127.
- "The Nameless Land". Dikt. I Realities: An Anthology of Verse. Red. G.S. Tancred. Leeds: At the Swan Press, 1927, ss. 24-25.
- "Tinfang Warble". Dikt. I Inter-university Magazine, Oxford, 1927.

1931
- "Progress in Bimble Town (Devoted to the Mayor and Corporation)". Dikt, signerad "K. Bagpuize". I The Oxford Magazine, Oxford, vol. 50, nr. 1 (15 oktober 1931), s. 22.

1933
- "Errantry" ("Irrfärder"). Dikt. I The Oxford Magazine, Oxford, vol. 52, nr. 5 (9 november 1933), s. 180.

1934
- "Looney". Dikt. I The Oxford Magazine, Oxford, vol. 52, nr. 9 (18 januari 1934), s. 340.
- "The Adventures of Tom Bombadil". Dikt. I The Oxford Magazine, Oxford, vol. 52, nr. 13 (13 februari 1934), ss. 464-465.
- "Firiel". Dikt. I The Chronicle of the Convent of the Sacred Heart, Roehampton, 4 (1934), ss. 30-32

1936
- "From One to Five". Dikt. I Songs for the Philologists. Av J.R.R. Tolkien, E.V. Gordon m.fl. London: privattryck på The Department of English at University College, 1936, s. 6.
- "Syx Mynet". Dikt på gammalengelska. I Songs for the Philologists. Av J.R.R. Tolkien, E.V. Gordon m.fl. London: privattryck på The Department of English at University College, 1936, s. 7.
- "Ruddoc Hana". Dikt på gammalengelska. I Songs for the Philologists. Av J.R.R. Tolkien, E.V. Gordon m.fl. London: privattryck på The Department of English at University College, 1936, s. 8-9.
- "Ides Ælfscýne". Dikt på gammalengelska. I Songs for the Philologists. Av J.R.R. Tolkien, E.V. Gordon m.fl. London: privattryck på The Department of English at University College, 1936, s. 10-11.
- "Bagme Bloma". Dikt på gotiska. I Songs for the Philologists. Av J.R.R. Tolkien, E.V. Gordon m.fl. London: privattryck på The Department of English at University College, 1936, s. s. 12.
- "Éadig Béo þu!" Dikt på gammalengelska. I Songs for the Philologists. Av J.R.R. Tolkien, E.V. Gordon m.fl. London: privattryck på The Department of English at University College, 1936, s. 13.
- "Ofer Wídne Gársecg". Dikt på gammalengelska. I Songs for the Philologists. Av J.R.R. Tolkien, E.V. Gordon m.fl. London: privattryck på The Department of English at University College, 1936, s. 14-15.
- "La Húru". Dikt. I Songs for the Philologists. Av J.R.R. Tolkien, E.V. Gordon m.fl. London: privattryck på The Department of English at University College, 1936, s. 16
- "I Sat upon a Bench". Dikt. I Songs for the Philologists. Av J.R.R. Tolkien, E.V. Gordon m.fl. London: privattryck på The Department of English at University College, 1936, s. 17.
- "Natura Apis: Morali Ricardi Eremite". Dikt. I Songs for the Philologists. Av J.R.R. Tolkien, E.V. Gordon m.fl. London: privattryck på The Department of English at University College, 1936, s. 18.
- "The Root of the Boot". Dikt. I Songs for the Philologists. Av J.R.R. Tolkien, E.V. Gordon m.fl. London: privattryck på The Department of English at University College, 1936, s. 20-21.
- "Frenchmen Froth". Dikt. I Songs for the Philologists. Av J.R.R. Tolkien, E.V. Gordon m.fl. London: privattryck på The Department of English at University College, 1936, s. 24-25.
- "'Lit' and 'Lang'". Dikt. I Songs for the Philologists. Av J.R.R. Tolkien, E.V. Gordon m.fl. London: privattryck på The Department of English at University College, 1936, s. 27.

1936
- "The Dragon's Visit". Dikt. I The Oxford Magazine, Oxford, vol. 55, nr. 14 (4 februari 1937), s. 342.

1937
- "Knocking at the Door: Lines induced by sensations when waiting for answer at the door of an Exalted Academic Person". Dikt. I The Oxford Magazine, Oxford, vol. 55, nr. 13 (18 februari 1937), s. 403.
- "Iumonna Gold Galdre Bewunden". Reviderad version av dikt publicerad 1923 i The Gryphon. I Oxford Magazine, Oxford, vol. 55, nr. 15 (4 mars 1937), s. 473.

1945
- "The Lay of Aotrou and Itroun". Dikt. I The Welsh Review, Cardiff, vol. 4, nr. 4 (december 1945), ss. 254-266.

1953
- "The Homecoming of Beorhtnoth, Beorhthelm's Son" ("Beorhtnoths hemkomst"). Essä och dikt. I Essays and Studies by members of the English Association, London, vol. 6 (1953), s. 1-18.

1955
- "Imram". Dikt. I Time and Tide, London, 3 december 1955, s. 1561.

1962
- The Adventures of Tom Bombadil (Tom Bombadills äventyr). Diktsamling. London: George Allen & Unwin, 22 november 1962.

1965
- "Once Upon a Time". Dikt. I Winters' Tales for Children. Red. Caroline Willier. Illustrerad av Hugh Marshall. London: Macmillan, oktober 1965, s. 56
- "The Dragon's Visit". Dikt. I Winters' Tales for Children. Red. Caroline Willier. Illustrerad av Hugh Marshall. London: Macmillan, oktober 1965, s. 84

1967
- "For W.H.A.". Dikt dedicerad till W.H. Auden på gammalengelska (signerad "Ragnald Hrædmóding") och engelska (signerad "J.R.R.T."). I Shenandoah, Lexington, Virginia., vol. 18, nr. 2 (vintern 1967), ss. 96-97.
- The Road Goes Ever On: A Song Cycle. Dikter av J.R.R. Tolkien. Musik av Donald Swann. Illustrerad av J.R.R. Tolkien. Boston: Houghton Mifflin Company, 31 oktober.

1970
- "The Hoard" ("Skatten"). Dikt. I The Hamish Hamilton Book of Dragons, utg. Roger Lancelyn Green, Hamish Hamilton, London, 1970, ss. 246-248.

1974
- Bilbo's Last Song (At the Grey Havens). Poster. 60 × 40 cm. London: George Allen & Unwin, 26 november 1974.

1975
- Farmer Giles of Ham, The Adventures of Tom Bombadil. Samlingsvolym. London: Unwin Books, 30 oktober 1975.
- Tree and Leaf, Smith of Wootton Major, "The Homecoming of Beorhtnoth, Beorhthelm's Son". Samlingsvolym. London: Unwin Books, 30 oktober 1975.

1980
- Poems and Stories. Samlingsvolym med The Adventures of Tom Bombadil, "The Homecoming of Beorhtnoth, Beorhthelm's Son", Tree and Leaf, Farmer Giles of Ham och Smith of Wootton Major London: George Allen & Unwin, 29 maj 1980.

1988
- "Narqelion". Dikt. I Hyde, Paul Nolan: "Narqelion: A Single, Falling Leaf at Sun-fading". I Mythlore, Altadena, Kalifornien, nr. 56 (vintern 1988), ss. 47-52.

1989
- Oliphaunt. Ill Hank Hinton. Chicago: Contemporary Books, 1989.

1993
- Poems by J.R.R. Tolkien. Diktsamling i tre volymer, London: HarperCollinsPublishers, 11 november 1993.

1994
- Poems from The Lord of the Rings. London: HarperCollinsPublishers, 1994.

2001
- Tree and Leaf: Including the poem Mythopeia; The Homecoming of Beorhtnoth, Beorhthelm's Son. Samlingsvolym. London: HarperCollinsPublishers, 2001.

2002
- A Tolkien Miscellany. Samlingsvolym med Smith of Wootton Major, Farmer Giles of Ham, Tree and Leaf, The Adventures of Tom Bombadil och Sir Gawain and the Green Knight, Pearl, Sir Orfeo. Garden City, New York: Science Fiction Book Club, juli 2002.
- "Elvish Song in Rivendell". Dikt. I The Annotated Hobbit. Noter av Douglas A. Anderson. Reviderad och utökad utgåva. Boston: Houghton Mifflin Company, 2002, s. 92-93.
- "Glip". Dikt. I The Annotated Hobbit. Noter av Douglas A. Anderson. Reviderad och utökad utgåva. Boston: Houghton Mifflin Company, 2002, s. 119.

## Facklitteratur
1910
- "Debating Society [Report]". Osignerad rapport från King Edward's Schools debattklubb. I King Edward's School Chronicle, Birmingham,  vol. 25, nr. 183 (november 1910), ss. 68-71.
- "Debating Society [Report]". Osignerad rapport från King Edward's Schools debattklubb. I King Edward's School Chronicle, Birmingham, vol. 25, nr. 184 (december 1910), ss. 94-95.

1911
- "Acta Senatus". Osignerad rapport på latin. I King Edward's School Chronicle, Birmingham, vol. 26, nr. 186 (mars 1911), ss. 26-27.
- "Editorial". Osignerad ledarsida. I King Edward's School Chronicle, Birmingham, vol. 26, nr. 187 (juni 1911), ss. 33-34.
- "Debating Society [Report]". Osignerad rapport från King Edward's Schools debattklubb. I King Edward's School Chronicle, Birmingham, vol. 26, nr. 187 (juni 1911), ss. 42-45.
- "Editorial". Osignerad ledarsida. I King Edward's School Chronicle, Birmingham, vol. 26, nr. 188 (juli 1911), ss. 53-54.
- "Debating Society [Report]". Osignerad rapport från King Edward's Schools debattklubb. I King Edward's School Chronicle, Birmingham, vol. 26, nr. 185 (februari 1911), ss. 5-9.

1918
- Inledning, signerad "J.R.R.T.", till Smith, Geoffrey Bache. A Spring Harvest. London: Erskine Macdonald, juni eller juli 1918. 77, [1] ss. 7

1922
- A Middle English Vocabulary. Oxford: At the Clarendon Press, 11 maj 1922.

1923
- "Holy Maidenhood". Osignerad recension av Hali Meidenhad, red. F.J. Furnivall (Early English Text Society, Original series; 18). I The Times Literary Supplement, London, nr 1110 (26 april 1923), s. 281.
- "Henry Bradley: 3 Dec., 1845-23 May, 1923". Dödsruna, signerad "J.R.R.T.", som slutar med en dikt på gammalengelska. I Bulletin of the Modern Humanities Research Association, London, nr. 20 (oktober 1923), ss. 4-5.

1924
- "Philology: General Works". Recenserande essä. I The Year's Work in English Studies, London, vol. 4 (1923), tryckt 1924, ss. 20-37.

1925
- Sir Gawain and the Green Knight. Red. J.R.R. Tolkien och E.V. Gordon. London: Oxford University Press, 23 april 1925.
- "Some Contributions to Middle-English Lexicography". Essä. I The Review of English Studies, London, vol. 1, nr. 2 (april 1925), ss. 210-215.
- "The Devil's Coach-Horses". Essä. I The Review of English Studies, London, vol. 1, nr. 3 (juli 1925), ss. 331-336.

1926
- "Philology: General Works". Recenserande essä. I The Year's Work in English Studies, London, vol. 5 (1924), tryckt 1926, ss. 26-65.

1927
- "Philology: General Works". Recenserande essä. I The Year's Work in English Studies, London, vol. 6 (1925), tryckt 1927, ss. 32-66.

1928
- Förord till Haigh, Walter E., A New Glossary of the Dialect of the Huddersfield District. London: Oxford University Press, 12 januari 1928, ss. xiii-xviii.

1929
- "Ancrene Wisse and Hali Meiðhad". Essä. I Essays and Studies by members of the English Association, Oxford, vol. 14 (1929), ss. 104-126.

1930
- "The Oxford English School". Essä. I The Oxford Magazine, Oxford, vol. 48, nr. 21 (29 maj 1930), ss. 778-782.

1932
- "A Philologist on Esperanto". Utdrag ur ett brev till sekreteraren för The Education Committee of the British Esperanto Association. I British Esperantist, maj 1932.
- Appendix I: "The Name 'Nodens'". Essä. I Report on the Excavation of the Prehistoric, Roman, and Post-Roman Site in Lydney Park, Gloucestershire. Av R.E.M. Wheeler och T.V. Wheeler. Oxford University Press, juli 1932, ss. 132-137.
- "Sigelwara Land: Part I". Essä. I Medium Aevum, Oxford, vol. 1, nr. 3 (december 1932), ss. 183-196.

1934
- "Sigelwara Land: Part II". Essä, fortsättning på "Sigelwara Land: Part I" ovan. I Medium Aevum, Oxford, vol. 3, nr. 2 (juni 1934), ss. 95-111.
- "Chaucer as a Philologist". Essä, läst för The Philological Society 1931. I Transactions of the Philological Society, London, 1934, s. 1-70.

1936
- Beowulf: The Monsters and the Critics. Essä. London: Humphrey Milford, 1 juli 1937.

1938
- Brev till utgivaren; svar på ett brev från "Habit" (idem, 16 januari 1928). The Observer, London, 20 februari 1938, s. 9.

1939
- The Reeve's Tale: version prepared for recitation at the 'summer diversions'. Oxford, 1939.

1940
- "Prefatory Remarks on Prose Translation of Beowulf". Förord till Beowulf and the Finnesburg Fragment. Av John R. Clark Hell, reviderad av C.L. Wrenn. London: George Allen & Unwin, 16 juli 1940.

1944
- Sir Orfeo. Utgåva av en medelengelsk dikt. Oxford: The Academic Copying Office, 1944.

1945
- "The Name Coventry". Brev till utgivaren; svar på en fråga från "H.D.". I Catholic Herald, London, 23 februari 1945, s. 2.

1946
- "Research v. literature". Recension av E.K. Chambers, English literature at the close of the Middle Ages. I The Sunday Times, London, 14 april 1946.

1947
- "Iþþlen in Sawles Warde". Essä. S.R.T.O. d'Ardenne och J.R.R. Tolkien. I English Studies, Amsterdam, vol. 27, nr. 6 (december 1947), ss. 168-170.
- "On Fairy-Stories". Essä. I Essays presented to Charles Williams. London: Oxford University Press, december 1947, ss. 38-39.

1948
- "MS Bodley 34: A re-collation of a collation". Essä; kommentar på Ragnar Furuskog: "A Collation of the Katherine Group (MS Bodley 34)" (idem, vol. 19, nr. 1/2 (1946/47, tryckt 1946), s. 119-166). S.R.T.O. d'Ardenne och J.R.R. Tolkien. I Studia Neophilologica, Uppsala, vol. 20, nr. 1/2 (1947/48, tryckt 1948), s. 65-72.

1953
- "Form and Purpose". Del av förordet till Pearl. Red. E.V. Gordon. Oxford: At the Clarendon Press, 11 juni 1953, ss. xi-xix.
- "Middle English 'Losenger': Sketch of an etymological and semantic enquiry". Essä. I Essais de philologie moderne (1951): Communications présentées au Congrès International de Philologie Moderne, réuni à Liège du 10 au 13 septembre 1951, à l'occasion du LXe Anniversaire des Sections de Philologie germanique et de Philologie romane de la Faculté de Philosophie et Lettres de l'Université de Liège. Paris: Les Belles Lettres, före 13 oktober 1953, ss. 63-76.
- "A Fourteenth-Century Romance". Artikel. I Radio Times, London, 4 december 1953, s. 9.
- "The Homecoming of Beorhtnoth, Beorhthelm's Son" ("Beorhtnoths hemkomst"). Essä och dikt. I Essays and Studies by members of the English Association, London, vol. 6 (1953), s. 1-18.

1955
- "Preface". Förord till The Ancrene Riwle (The Corpus MS.: Ancrene Wisse). Av M.B. Salu. London: Burns & Oates, november 1955, s. v.

1958
- "Prefatory Note". I The Old English Apollonius of Tyre. Red. Peter Goolden. Oxford: Oxford University Press, 1958, s. iii.

1960
- Brev till utgivaren; kommentar till Arthur R. Weir, "No Monroe in Lothlorien!" (idem, no. 17 (januari 1960), ss. 31-33). Triode, Manchester, England, nr. 18 (maj 1960), s. 27.

1962
- Ancrene Wisse: The English Text of the Ancrene Riwle: Ancrene Wisse. Red. J.R.R. Tolkien efter manuskript i Corpus Christi College, Cambridge 402. Med en introduktion av N.R. Ker. London: Oxford University Press, 7 december 1962.

1963
- "English and Welsh". Essä. I Angles and Britons: O'Donnell Lectures. Cardiff: University of Cardiff Press, 8 juli, ss. 1-41.

1964
- Tree and Leaf (Träd och blad). Samlingsvolym med "On Fairy-Stories" och "Leaf by Niggle". London: Unwin Books, 28 maj 1964.

1966
- "Tolkien on Tolkien". Självbiografisk artikel. I Diplomat, New York, vol. 18, nr. 197 (oktober 1966), s. 39.
- The Tolkien Reader. Samlingsvolym med "The Homecoming of Beorhtnoth, Beorhthelm's Son", Tree and Leaf, Farmer Giles of Ham och The Adventures of Tom Bombadil. New York: Ballantine Books, september 1966.
- Bidrag till övers. av The Jerusalem Bible. Darton, Longman & Todd, London 1966; Doubleday, New York, 1966.

1971
- Ett stycke i Attacks of Taste. Sammanställd och redigerad av Evelyn B. Byrne & Otto M. Penzler. New York: Gotham Book Mart, 25 december 1971, s.43.

1972
- "Beautiful Place because Trees are Loved". Brev till utgivaren; svar på en ledarsida ("Forestry and Us", idem, 29 juni 1972, s. 18). I Daily Telegraph, London, 4 juli 1972, s. 16.

1975
- Tree and Leaf, Smith of Wootton Major, "The Homecoming of Beorhtnoth, Beorhthelm's Son". Samlingsvolym. London: Unwin Books, 30 oktober 1975.
- Sir Gawain and the Green Knight, Pearl, and Sir Orfeo. Övers. J.R.R. Tolkien. London: George Allen & Unwin, september 1975
- Brev i Mythlore, vol. 3, nr. 3, s. 19, 1975.
- "Guide to the Names in The Lord of the Rings". I A Tolkien Compass. Red. Jared Lobdell. Open Court, 1975.

1976
- The Father Christmas Letters (Breven från jultomten). Red. Baillie Tolkien. London: George Allen & Unwin, 2 september 1976.

1977
- Diverse skrifter i Carpenter, Humphrey: J.R.R. Tolkien: A Biography (J.R.R. Tolkien – En biografi). London: George Allen & Unwin, 5 maj 1977.

1978
- Diverse skrifter i Carpenter, Humphrey: The Inklings: C.S. Lewis, J.R.R. Tolkien, Charles Williams, and their friends. London: George Allen & Unwin, oktober 1978.

1979
- "Valedictory Address to the University of Oxford, 5 June 1959". Essä i J.R.R. Tolkien, Scholar and Storyteller: Essays in Memoriam. Red. Mary Salu och Robert T. Farrell. Ithaca: Cornell University Press, 31 mars 1979, ss. 16-32.

1980
- Poems and Stories. Samlingsvolym med The Adventures of Tom Bombadil, "The Homecoming of Beorhtnoth, Beorhthelm's Son", Tree and Leaf, Farmer Giles of Ham och Smith of Wootton Major London: George Allen & Unwin, 29 maj 1980.

1981
- The Letters of J.R.R. Tolkien. Red. Humphrey Carpenter, med hjälp av Christopher Tolkien. London: George Allen & Unwin, 20 augusti 1981.
- The Old English Exodus. Text, översättning och kommentarer av J.R.R. Tolkien. Red. Joan Turville-Petre. Oxford: At the Clarendon Press, 1981.

1982
- Finn and Hengest: The Fragment and the Episode. Red Alan Bliss. London: George Allen & Unwin, 1982.

1983
- The Monsters and the Critics and Other Essays. Samlingsvolym med essäerna "Beowulf: The Monsters and the Critics", "On Translating Beowulf", "Sir Gawain and the Green Knight", "On Fairy-Stories", "English and Welsh", "A Secret Vice" och "Valedictory Address to the University of Oxford". Red. Christopher Tolkien. London: George Allen & Unwin, 3 mars 1983.

1985
- J.R.R. Tolkien's Letters to Rhona Beare. St. Louis, Missouri: The New England Tolkien Society, mars 1985.

1992
- 'Gondolic Runes'. I Hyde, Paul Nolan: "The 'Gondolic Runes': Another Picture". I Mythlore, Altadena, Kalifornien, nr. 69 (sommaren 1992), ss. 20-25.

1994
- 'The Entu, Ensi, Enta Declension'. I Gilson, Christopher: "The Entu, Ensi, Enta Declension: A Preliminary Analysis". I Vinyar Tengwar, Crofton, Maryland, nr. 36 (juli 1994), ss. 7-29.

1995
- I•Lam na•Ngoldathon: The Grammar and Lexicon of The Gnomish Tongue. Red. Christopher Gilson, Patrick Wynne, Arden R. Smith och Carl F. Hostetter. I Parma Eldalamberon, Walnut Creek, Kalifornien, nr. 11, 8 augusti 1995.
- 'The Túrin Prose Fragment'. I Smith, Arden R.: "The Túrin Prose Fragment: An Analysis of a Rúmilian Document". I Vinyar Tengwar, Crofton, Maryland, nr. 37 (december 1995), ss. 15-23.

1997
- Diverse texter i Flieger, Verlyn: A Question of Time: J. R. R. Tolkien's Road to Faërie. Kent, Ohio: The Kent State University Press, 1997.

1998
- "From Quendi and Eldar, Appendix D". Med introduktion och noter av Carl F. Hostetter. I Vinyar Tengwar, Crofton, Maryland, nr. 39 (juli 1998), ss. 4-20.
- "Ósanwe-kenta". Appendix D". Med introduktion och noter av Carl F. Hostetter. I Vinyar Tengwar, Crofton, Maryland, nr. 39 (juli 1998), ss. 21-34.
- Qenyaqetsa: The Qenya Phonology and Lexicon: together with The Poetic and Mythologic Words of Eldarissa. Red. Christopher Gilson, Carl F. Hostetter, Patrick Wynne och Arden R. Smith. Walnut Creek, Kalifornien: Parma Eldalamberon, nr. 12, juli 1998.

1999
- "Narqelion". I Gilson, Christopher: "Narqelion and the Early Lexicons: Some Notes on the First Elvish Poem". I Vinyar Tengwar, Crofton, Maryland, nr. 40 (april 1999), ss. 6-32.

2001
- "The Rivers and Beacon-hills of Gondor". Red. Carl F. Hostetter. Kommentarer av Christopher Tolkien. I Vinyar Tengwar, Crofton, Maryland, nr. 42 (juli 2001), ss. 5-31.
- "Lettre à Milton Waldman: L'horizon de la Terre du Milieu". Övers. och noter av Michaël Devaux. I Conférence, nr. 12, 2001, ss. 707-756.
- Tree and Leaf: Including the poem Mythopeia; The Homecoming of Beorhtnoth, Beorhthelm's Son. Samlingsvolym. London: HarperCollinsPublishers, 2001.

2002
- "'Words of Joy': Five Catholic Prayers in Quenya". Del ett. Red. Patrick Wynne, Arden R. Smith och Carl F. Hostetter. I Vinyar Tengwar, Crofton, Maryland, nr. 43 (januari 2002), ss. 4-38.
- "'Words of Joy': Five Catholic Prayers in Quenya". Del två. Red. Patrick Wynne, Arden R. Smith och Carl F. Hostetter. I Vinyar Tengwar, Crofton, Maryland, nr. 44 (juni 2002), ss. 5-20.
- "Ae Adar Nín: The Lord's Prayer in Sindarin". Med noter och analys av Bill Welden. I Vinyar Tengwar, Crofton, Maryland, nr. 44 (juni 2002), ss. 21-30, 38.
- "Alcar mi Tarmenel na Erui: The Gloria in Excelsis Deo in Quenya". Med noter och analys av Arden R. Smith. I Vinyar Tengwar, Crofton, Maryland, nr. 44 (juni 2002), ss. 31-37.
- A Tolkien Miscellany. Samlingsvolym med Smith of Wootton Major, Farmer Giles of Ham, Tree and Leaf, The Adventures of Tom Bombadil och Sir Gawain and the Green Knight, Pearl, Sir Orfeo. Garden City, New York: Science Fiction Book Club, juli 2002.
- Beowulf and the Critics. Red. Michael D.C. Drout. Tempe, Arizona: Center for Medieval and Renaissance Studies, december 2002.
- "The Alphabet of Rúmil". Red. Arden R. Smith. I Parma Eldalamberon, Walnut Creek, Kalifornien, nr. 13 (2002), ss. 3-89.
- "Early Noldorin Fragments". Red. Christopher Gilson, Bill Welden, Carl F. Hostetter och Patrick Wynne. I Parma Eldalamberon, Walnut Creek, Kalifornien, nr. 13 (2002), ss. 91-165.
- "The Quest of Erebor: Gandalf's account if how he came to arrange the expedition to Erebor and send Bilbo with the Dwarves". I The Annotated Hobbit. Noter av Douglas A. Anderson. Reviderad och utökad utgåva. Boston: Houghton Mifflin Company, 2002, ss. 368-378.

2003
- Early Qenya and The Valmaric Script. Cupertino, Kalifornien: Parma Eldalamberon, nr. 14, 23 december 2003.
- Diverse texter i Garth, John: Tolkien and the Great War: The Threshold of Middle-earth. London: HarperCollinsPublishers, oktober 2003.
- "Addenda and Corrigenda to the Etymologies". Del ett. Av Carl F. Hostetter och Patrick H. Wynne. I Vinyar Tengwar, Crofton, Maryland, nr. 45 (november 2003), ss. 3-38.

## Konst
1979
- Pictures by J.R.R. Tolkien. Förord och noter av Christopher Tolkien. London: George Allen & Unwin, 1 november 1979.

1995
- J.R.R. Tolkien: Artist & Illustrator. Hammond, Wayne G. & Scull, Christina. London: HarperCollinsPublishers, 1995.